# Van Brempt
Het geslacht van Brempt, ook wel von Brempt, is een oeradellijk geslacht uit het hertogdom Gelre en wordt voor het eerst vermeld in een oorkonde uit 1196.
Het geslacht is in 1863 uitgestorven.

## Leden van de familie
- ridder Goswin van Brempt genoemd Lieck, heer van Unterlieck, 1288
- Johann van Brempt genoemd Lieck, voogd van Heinsberg
- ridder Rutger von Brempt, ridder van de Duitse Orde te Siersdorf
- een andere Rutger van Brempt draagt, volgens een oorkonde van 1296/1297, huis Brempt bij Forst (Tönisvorst) over aan de graaf van Gelre.
- Steven van Brempt, oude Lieck, ging zich van Brempt tot Doenrade noemen
- Jan van Brempt, leenheer van de Etzenraderhof
- Johan Leeck van Doenrade (zoon van Steven van Brempt), 1558, Ridderschap Land van Valkenburg
- Johan Steven van Brempt genaamd Leeck, 1573, substituut-stadhouder Land van Valkenburg
- Jacob van Brempt genaamd Leeck, 1546, substituut-stadhouder Land van Valkenburg
- Jacob van Brempt genaamd Leeck, 1600, substituut-stadhouder Land van Valkenburg

### Titels
Leden van het geslacht van Brempt werden onder meer:
- freiherr[1]
- drost van het Ambt Geldern
- drost van het Ambt Straelen
- in 1555 en 1635 lid van de Ridderschap (Staten) van het Overkwartier van Gelre
- in 1663 lid van de Ridderschap van het Land van Valkenburg (Republiek der Zeven Verenigde Nederlanden|Staats)

## Bezittingen
De familie bezat onder andere de volgende kastelen en adellijke huizen:
- Doenrade: Kasteel Doenrade (1462-1679)
- Echt: Kasteel Verduynen (15e eeuw)
- Etzenrade: Etzenraderhof
- Etzenrade: Frambacherhof
- Grubbenvorst: Kasteel Baersdonck (15e eeuw)
- Holtum: Huize Holtum (1656-1785)
- Limbricht: Kasteel Grasbroek
- Voerendaal: Kasteel Puth (1455-15..)